# Toledot Yeshu
Sefer Toledot Yeshu o Toledoth Jeschu (El Libro de la Historia de Jesús, Generaciones de Jesús o Vida de Jesús) es un documento fraudulento, pseudohistórico y anticristiano medieval, considerado una parodia del evangelio. Tiene varias versiones diferentes, ninguna considerada canónica o normativa dentro de la literatura rabínica, pero parece haber sido ampliamente difundida en Europa y Medio Oriente en el período medieval (aunque algunos estudiosos no están de acuerdo con esta afirmación) .
De autor anónimo, el libro es una colección de relatos populares sobre el nacimiento de Jesús, su astucia y sus trucos de magia, y fue una reacción judía a las persecuciones sufridas en la época de las Cruzadas.
Las historias afirman que Jesús era un hijo ilegítimo, practicaba la magia y la herejía, seducía a las mujeres y moría vergonzosamente.
Pero también muestran una relación paradójica con Jesús, como señala Joseph Dan en la Enciclopedia Judía, “La narración en todas las versiones trata a Jesús como una persona excepcional, que desde su juventud mostró una inteligencia y sabiduría inusuales, pero una falta de respeto por los ancianos y sabios de su tiempo".
Debido a su naturaleza ofensiva, los eruditos judíos y cristianos de los tiempos modernos han prestado poca atención al Toledot.[cita requerida]